# Sanfona

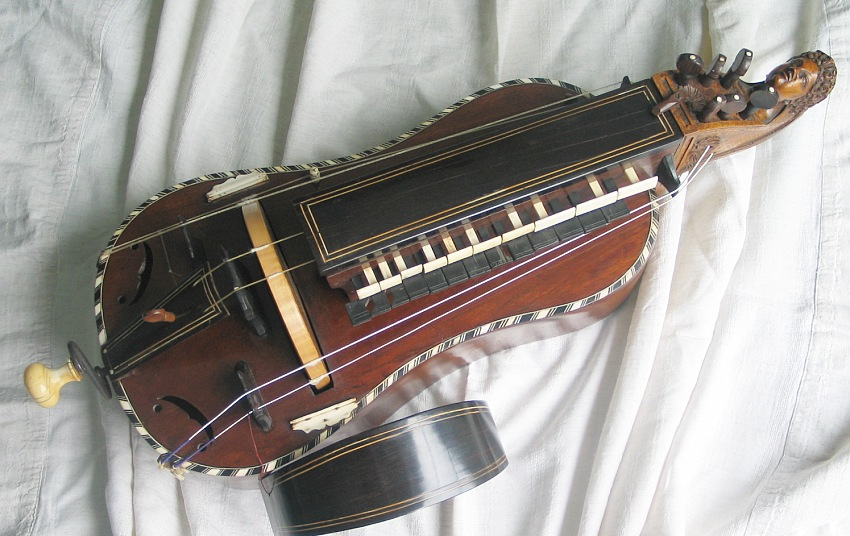
Sanfona do final do século XVIII, feita pelo luthier Pierre Louvet (1709-1784)

A sanfona, também chamada de viela de roda, viola de roda e até gaita de roda é um instrumento musical de cordas friccionadas acionado por uma manivela. O que a torna característica, do ponto de vista sonoro, é o fato de se parecer com um violino com bordões e por ser capaz de produzir um zumbido usado ritmicamente por meio de uma corda apoiada numa ponte móvel (a mosca); fisicamente, distingue-se por serem as suas cordas friccionadas por uma roda com resina, que é acionada por uma manivela, enquanto a melodia é criada num teclado.
O som produzido assemelha-se ao do violino, por ser de corda friccionada e possibilitar melodia, e ao da gaita-de-fole, por ter bordões, por intermédio de outras cordas, que apenas reproduzem uma nota contínua - a nota pedal. É um instrumento muito relacionado à música tradicional.

## História

### Origem

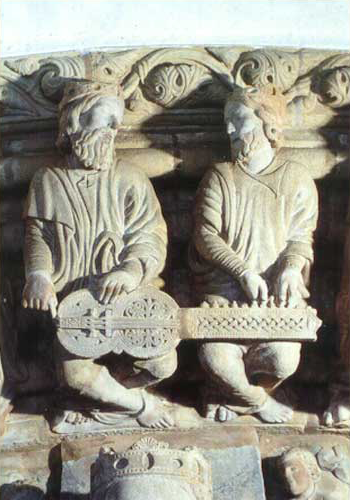
Organistrum do Pórtico da Glória da Catedral de Santiago de Compostela

A sanfona surgiu no século XI, d.C., no norte da Península Ibérica, embora alguns historiadores reapontem a localização do seu surgimento para o Norte da África.
A sua forma mais arcaica conhecida é o organistro (também conhecido pela designação em latim, "organistrum"), um enorme instrumento em corpo de guitarra, que continha apenas uma corda de melodia, que cobria uma oitava diatónica, e dois bordões, ainda sem a ponte móvel.
Este instrumento, devido ao seu tamanho, exigia ser tocado por duas pessoas, separando-se em friccionar as cordas e em tocar a melodia pretendida. Este acto consistia em puxar para cima barras de madeira ao longo da escala que, com pinos a meio, encurtavam a corda de modo a obterem diferentes notas. Como este movimento requer algum esforço, as melodias tocadas eram lentas.

### Desenho
Na sua revisão da história do instrumento, Palmer registrou vinte e três diferentes formas para a sanfona, ainda não há um modelo padronizado para o instrumento até hoje.
A versão francesa de seis cordas vielle à roue é o tipo mais conhecido e mais comum. Um número de modelos regionais foi desenvolvido, mas fora da França foi considerado um instrumento folclórico, não havia assim escolas para ensiná-lo ou determinar um modelo padrão para o instrumento.i
Existem basicamente dois formatos de corpo para os instrumentos tocados hoje em dia: formato de guitarra e formato de alaúde. Ambas são encontradas em áreas francófonas, enquanto a sanfona com formato de guitarra é mais disseminada em outros lugares.

### Decadência

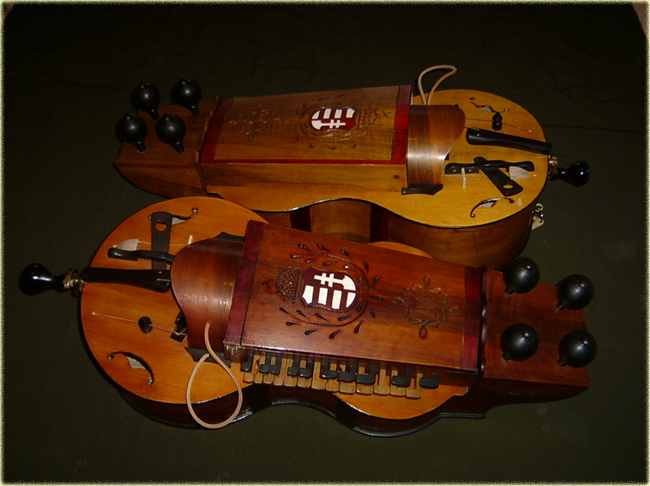
Duas sanfonas de estilo húngaro, feitas por Béla Szerényi

Com a introdução do órgão, a sanfona caiu em desuso nos locais de culto, no século XII, passando então a ser usada pela nobreza, pelos trovadores, jograis e pelo povo. Com o passar do tempo,  passou a ser usada por músicos de rua. No final do século XIX, o instrumento entra em decadência, tendo quase desaparecido totalmente. Em Portugal perdurou até princípios do século XX e depois desapareceu. No entanto, na década de 1990 foi reabilitado e, atualmente, existem bastantes tocadores.